# 塔杜斯-于索
塔杜斯-于索（法語：Tadousse-Ussau，法語發音：[tadus yso]）是法国大西洋比利牛斯省的一个市镇，属于波城区。该市镇于1831年由原市镇塔杜斯（Tadousse）和于索（Ussau）合并而成。

## 地理
塔杜斯-于索（43°32'41"N, 0°11'30"W）面积4.73 平方千米，位于法国新阿基坦大区大西洋比利牛斯省，该省份为法国东南部省份，涵盖了贝阿恩与北巴斯克，西临大西洋比斯開灣，北至朗德省，东北接热尔省，东临上比利牛斯省，南与西班牙接壤。
与塔杜斯-于索接壤的市镇（或旧市镇、城区）包括：孔谢德贝阿尔恩、迪于斯、马斯卡拉斯-阿龙、波尔泰、圣让普季。
塔杜斯-于索的时区为UTC+01:00、UTC+02:00（夏令时）。

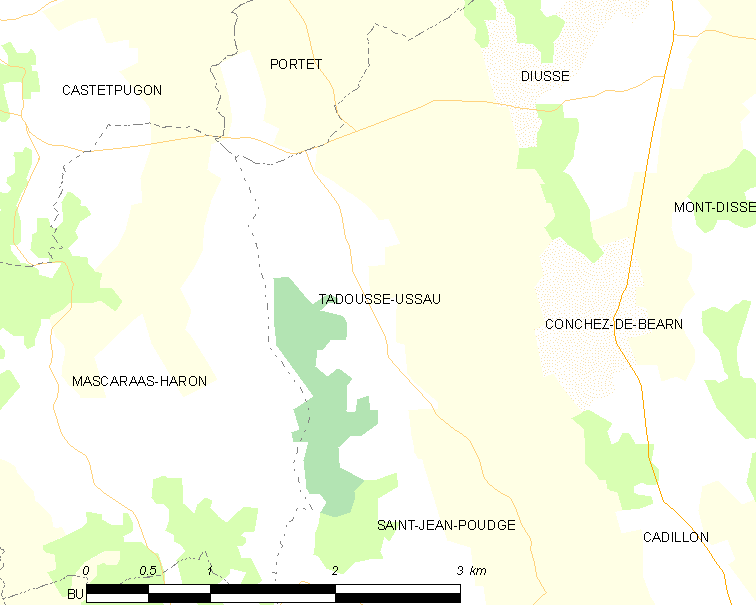
塔杜斯-于索的OSM定位图

## 行政
塔杜斯-于索的邮政编码为64330，INSEE市镇编码为64532。

## 政治
塔杜斯-于索所属的省级选区为吕伊河土地和维克比伊山坡县。

## 人口

1962-2008年间塔杜斯-于索人口变化图示

塔杜斯-于索于2022年1月1日时的人口数量为73人。